# WTT中国大满贯
WTT中国大满贯（英語：WTT China Smash），是乒乓球四大满贯赛事之一，属于WTT系列赛的顶级赛事，每年在中国北京市石景山区的首钢园举行。WTT中国大满贯于2024年创办，是历史上第三个WTT大满贯赛事。这是中国首次举办WTT系列赛中级别最高的大满贯赛事，赛事奖金至少为200万美元，签数为单打(男子和女子)64人签、双打24签，所有的冠军将获得2000个乒乓球世界排名积分各项目冠军将获得2000点世界排名积分。

## 历史
2024年3月26日，國際乒乓球聯合會在北京宣布第三个WTT乒乓球大满贯在中国北京举行，为期五年，这也是北京成功举办1961年世界乒乓球锦标赛（第26届世乒赛）后再次举办ITTF旗下顶级乒乓球赛事。首届赛事举办日期为2024年9月26日至10月6日。
中国大满贯将以金色作为标志主色调。

## 比赛场馆
目前，WTT中国大满贯的主办场地为石景山区的首钢园。

## 历届冠军得主

### 男子单打
| 年份   | 冠军   | 亚军 | 比分 |
| ------ | ------ | ---- | ---- |
| 2024年 | 林诗栋 | 马龙 | 4:3  |

### 女子单打
| 年份   | 冠军   | 亚军   | 比分 |
| ------ | ------ | ------ | ---- |
| 2024年 | 孙颖莎 | 王曼昱 | 4:2  |

### 男子双打
| 年份   | 冠军          | 亚军          | 比分 |
| ------ | ------------- | ------------- | ---- |
| 2024年 | 王楚钦 梁靖崑 | 林诗栋 林高远 | 3:2  |

### 女子双打
| 年份   | 冠军          | 亚军          | 比分 |
| ------ | ------------- | ------------- | ---- |
| 2024年 | 钱天一 陈幸同 | 王艺迪 孙颖莎 | 3:1  |

### 混合双打
| 年份   | 冠军        | 亚军          | 比分 |
| ------ | ----------- | ------------- | ---- |
| 2024年 | 林诗栋 蒯曼 | 林高远 王艺迪 | 3:1  |

## 相关
- 第26届世界乒乓球锦标赛（1961年）
- 2008年夏季奥林匹克运动会乒乓球比赛